# Kánava (Milos)
Kánava (grec moderne : Κάναβα) est une localité située dans le dème de Milos, dans le district régional de Milos, dans la périphérie d'Égée-Méridionale, en Grèce.
Selon le recensement de 2021, elle compte 37 habitants.